# شیمون ژورکووسکی
شیمون ژورکووسکی (لهستانی: Szymon Żurkowski؛ زادهٔ ۲۵ سپتامبر ۱۹۹۷) بازیکن فوتبال اهل لهستان است.
از باشگاه‌هایی که در آن بازی کرده‌است می‌توان به باشگاه فوتبال گورنیک زابژه اشاره کرد.
وی همچنین در تیم ملی فوتبال زیر ۲۱ سال لهستان بازی کرده‌است.